# Фортуната и Хасинта
„Фортуната и Хасинта“ (на испански: Fortunata y Jacinta) е роман на испанския писател Бенито Перес Галдос, издаден през 1887 година.
В центъра на сюжета са две нещастно омъжени жени - съпруга и любовница на мъж от средната класа. При излизането си книгата предизвиква спорове, заради острата критика на нравите в испанското общество и необичайно откритото за епохата третиране на сексуални теми, но днес е смятана за един от образците на испанската художествена проза.
„Фортуната и Хасинта“ е издадена на български през 1984 година в превод на Боян Цонев, Мария Арабаджиева и Стефан Крайчев.